# Doubledaya
Doubledaya é um género de coleópteros da família Erotylidae.